# Luciano Benjamin Cisneros
Luciano Benjamin Cisneros, né le 13 décembre 1832 à Huánuco au Pérou et mort le 20 avril 1906 à Chosica, est un avocat, juriste, diplomate et politicien péruvien. En 1868, il est ministre de la Justice et de l'Instruction et, de 1887 à 1894, doyen du Barreau de Lima. 

## Biographie

### Jeunesse et formation
Fils de Roberto Benjamin et Nicolesa Cisneros, Luciano Benjamin Cisneros nait dans une famille essentiellement influente en politique, en littérature et en finance. Il est le frère ainé de Luis Benjamin Cisneros. 
Il étudie au Convictorio de San Carlos à Lima où il devient enseignant en 1852. Un an plus tard, il est reçu à la Cour supérieure en tant qu'avocat. Parallèlement, il collabore anonymement au journal El Heraldo de Lima. Le 19 octobre 1855, il fonde le National Club avec quelques autres intellectuels péruviens. L'année suivante, il devient professeur de droit naturel au Convictorio Carolino, poste qu'il conserve jusqu'en 1866, date à laquelle la Faculté de Jurisprudence est établie à San Marcos.
En 1858, il est élu député suppléant de Huanuco. Il rejoint la législature en 1859. Avec Fernando Casos et d'autres députés, il met à mal la légitimité du président Ramon Castilla, ce qui lui vaut une courte peine de prison sur un navire de guerre.

### Carrière politique et judiciaire
En 1867, il prend la défense de Miguel Grau et de quelques autres marins. Accusés d'avoir refusé le commandement du gradé américain John R. Tucker lors d'une expédition aux Philippines ordonnée par le dictateur Mariano Ignacio Prado, ces derniers sont traduits en cour martiale et risquent la peine capitale. Au cours de sa plaidoirie, Luciano Benjamin Cisneros prononcent ces mots restés dans la mémoire collective au Pérou : « Les marins n'ont pas commis la moindre faute. Leur geste découle sans doute du patriotisme mais le patriotisme est exagéré et maquillé en ce moment, n'ayez crainte ! Quand il n'y a pas de crime messieurs, il n'y a pas de criminels. Uniquement des martyrs dans leur conviction et leur devoir qui viennent réclamer avec un droit absolu l'autorisation d'être absous ! » Le 11 février 1867, Grau est acquitté,,. 
En 1868, il est élu député de Huanuco et figure parmi les conseillers les plus influents du président José Balta. Le 6 août de cette même année, il devient le premier ministre de la Justice et de l'Instruction. Le 13 août, le sud du Pérou est saccagé par un violent tremblement de terre et Benjamin Cisneros doit y effectuer un déplacement pour apporter son soutien aux victimes. Il est alors assisté par José Antonio Barrenechea, le ministre des Affaires étrangères. Quelques jours plus tard, le Sénat veut le remercier publiquement pour son travail, ce qui est refusé par la Chambre des Députés, Benjamin Cisneros n'ayant suivi, selon elle, que les strictes obligations dues à sa fonction. Déstabilisé, ce dernier démissionne le 21 août 1868. Teodoro La Rosa lui succède. 
Par la suite, il s'évertue à défendre la légitimité du contrat Dreyfus qui implique le français Auguste Dreyfus et l'exploitation du guano,. Entre 1872 et 1876, sous la présidence de Manuel Pardo, il s'oppose fermement au Parlement. En 1878, il se rend en Italie en tant que ministre délégué. Il y reste jusqu'en 1882 puis s'installe brièvement en France. Il retourne au Pérou après la fin de la guerre du Pacifique. 
En 1887, il est élu doyen du Barreau de Lima. Il s'arroge de vastes pouvoirs et perçoit des salaires importants jusqu'en 1894. Parallèlement, il lance l'édition de La Gaceta Judicial (La gazette judiciaire).

### Fin de vie
Luciano Benjamin Cisneros meurt le 20 avril 1906 à Chosica à l'âge de 73 ans après avoir été élu membre de la Cour supérieure de Lima. Il est le grand-oncle du politicien Luis Cisneros Vizquerra et du poète Luis Jaime Cisneros.

## Sources et références
1. ↑  (en-US) « Luciano Benjamín Cisneros », sur geni_family_tree (consulté le 16 mars 2018)
2. ↑  (es) Luciano Benjamin Cisneros : abogado representativo del siglo XIX (1832-1906). Discurso de orden, pronunciado en el acto académico commemorativo del "Día del Abogado," realizado en el Colegio de Abogados de Lima, el 2 de abril de 1956, Tipogr. Peruana, 1956 (lire en ligne)
3. ↑  « CARETAS HOME PAGE », sur www2.caretas.pe (consulté le 16 mars 2018)
4. ↑  (en) Ricardo Daniel Cubas Ramacciotti, The Politics of Religion and the Rise of Social Catholicism in Peru (1884-1935) : Faith, Workers and Race before Liberation Theology, BRILL, 30 octobre 2017, 312 p. (ISBN 978-90-04-35569-9, lire en ligne)
5. ↑  (es) Luciano Benjamin Cisneros, Informe del abogado Luciano Benjamin Cisneros en la cuestión Dreyfus : dias 18, 20 ,21, y 22 de setiembre de 1869, Imp. de El Nacional, 1869 (lire en ligne)
6. ↑  (es) Luciano Benjamín Cisneros, Discurso del diputado por Huánuco doctor Luciano Benjamín Cisneros al discutirse la Ley de Amnistía en la sesión del 3 de octubre de 1876, "La Patria", por M.A. Lira, 1876 (lire en ligne)
7. ↑  (es) Carlos Augusto Ramos Núñez, Historia Del Derecho Civil Peruano (siglos Xix Y Xx) Tomo Vi, Fondo Editorial PUCP, 2001 (ISBN 978-9972-42-780-0, lire en ligne)
8. ↑  (en-US) « Luis Jaime Cisneros Vizquerra - Ancestry », sur www.ancestry.com (consulté le 16 mars 2018)